# معركة برايتلينجسي

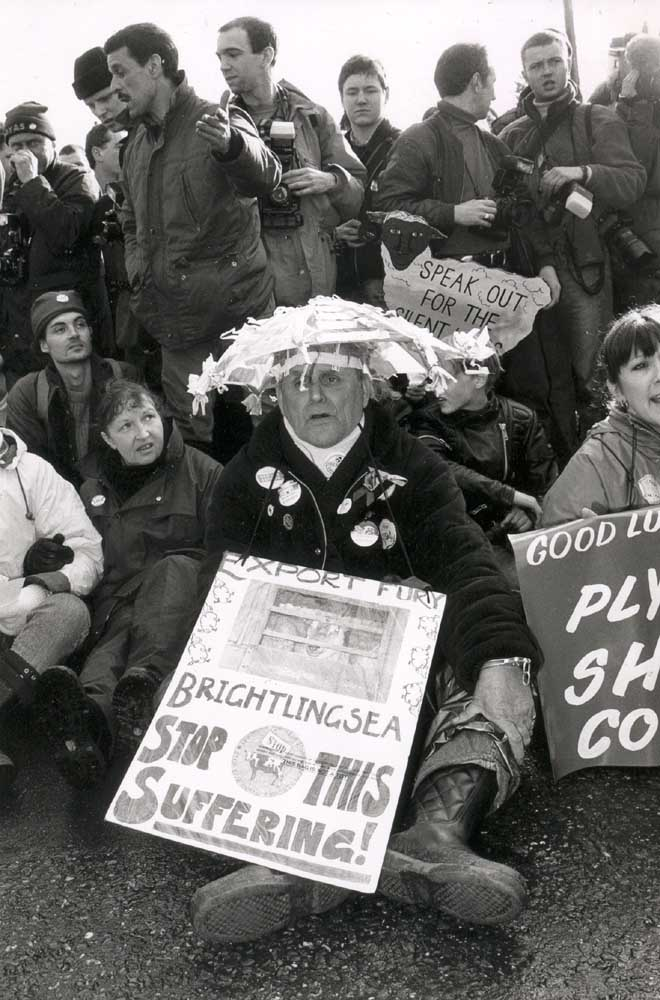

تشير معركة برايتلينجسي إلى سلسلة من الاحتجاجات الشعبية حدثت في مدينة برايتلينجسي - إنجلترا، في الفترة الممتدة بين 16 يناير إلى 30 أكتوبر من عام 1995، لمنع تصدير الماشية عبر مرفأ المدينة. استُخدم مصطلح معركة برايتلينجسي لأول مرة من قبل وسائل الإعلام وخصوصاً صحيفة الإندبيندنت، للحديث عن الاحتجاجات وما صاحبها من عنف خصوصاً بعد أن استخدمت قوات الشرطة القوة ضد المتظاهرين.
بدأ قلق الرأي العام يزداد حول الظروف التي تُربّى فيها الحيوانات وتنقل وتذبح وتُصدر. أهم الحيوانات التي صُدرت كانت الأبقار والأغنام. أُجبر المُصدرون على استخدام الموانئ الصغيرة مثل برايتلينجسي لنقل الماشية بعد أن فرض مشغلو الموانئ الثلاثة الكبرى في البلاد حظراً على تصدير الشحنات التي تحتوي على كائنات حية. أدى ذلك إلى ضغوطات واحتجاجات شعبية متزايدة حول معاناة الأغنام والأبقار التي كانت تُحمَّل في مركبات نقل ضخمة لفترات طويلة من الزمن. سعت بعض المنظمات المعنية لتقديم المساعدة في هذه القضية من خلال اتباع أسلوب مختلف يتمثل بمحاولة التأثير على مراكز اتخاذ القرار، ودعت إلى منع الرحلات التي تحتوت على شحنات حية لأكثر من 8 ساعات، في حين كانت القوانين الأوروبية تسمح بنقل المواشي دون ماء أو طعام في رحلات تصل إلى 24 ساعة.
انتهت المظاهرات التي قام بها السكان المحليون في 30 أكتوبر، عندما أعلن المُصدرون أنهم لن يستخدموا مرفأ المدينة مجدداً لنقل الحيوانات بسبب التكلفة الإضافية والفوضى الناجمة عن الاحتجاجات اليومية. ولكن تصدير الحيوانت الحية استمر من موانئ أخرى، ولم يتوقف بشكل كامل إلا في فبراير عام 1996، عندما حظر الاتحاد الأوروبي الصادرات الحية من بريطانيا بسبب المخاوف من مرض جنون البقر. ولم يرفع الحظر حتى عام 2006.

## خلفية

### التجارة عبر الموانئ
وصل عدد المسالخ في بريطانيا إلى أكثر من ألف مسلخ عام 1988. انخفض هذا العدد إلى 700 مسلخ بحلول 1992، وتعرض نصفها للإغلاق لاحقاً بسبب التغيرات الجديدة في قوانين الاتحاد الأوروبية. أدت عمليات الإغلاق هذه إلى زيادة مدة الرحلات المطلوبة لنقل المواشي ضمن بريطانيا وتصديرها لخارجها، كانت قوانين الاتحاد الأوروبي تسمح برحلات نقل دون طعام أو شراب أو راحة تصل مدتها لنحو 24 ساعة. توصلت التحقيقات أيضاً إلى أنه حتى هذه الفترة الطويلة لم يُلتزم بها، بل كانت تنتهك بشكل روتيني.
قامت مجموعات رعاية الحيوانات البريطانية بحملات واسعة ضد تصدير الكائنات الحية بسبب معاناة الماشية خلال هذه الرحلات الطويلة. وسعت بعضها لفرض حظر كامل على الصادرات الحية اعتباراً من عام 1991، وطالبت بذبح جميع الحيوانات في أقرب مكان ممكن من موقع تربيتها. تبنت الجمعية البيطرية البريطانية موقفاً مماثلاً، وأعلنت أنها تعارض تصدير الحيوانات الحية، وطالبت بذبح هذه الحيوانات بالقرب من مكان التربية قدر الإمكان.
كان هناك قلق أيضاً بشأن استمرار تصدير ما يتراوح بين 300 ألف و400 ألف عجل سنوياً من بريطانيا إلى أوروبا، حيث كانت العجول تحبس في الظلام ضمن صناديق خاصة، وتتغذى على حمية غذائية سائلة مصممة لإنتاج لحم ذي قيمة تجارية عالية. حظرت هذه الصناديق في بريطانيا منذ عام 1990، ولكن لم تكن هناك قوانين تمنع تصدير العجول إلى بلدان أخرى خارج بريطانيا باستخدام الصناديق أو إعادة استيراد لحوم العجول بعد ذلك إلى بريطانيا.
صُدِّر 250 ألف عجل حي من بريطانيا في عام 1992 في صناديق العجول إلى هولندا وحدها، مع 1.4 مليون رأس غنم أيضاً. بعد بدء العمل باتفاقية السوق الأوروبية المشتركة في عام 1993، اعتبرت المواشي الحية كمنتجات زراعية بموجب هذه الاتفاقية، ورفضت أي محاولة لتنظيم مدة رحلات التصدير أو شروط النقل، لأنها اعتُبرت بمثابة وضع قيود على التجارة وبالتالي فهي غير قانونية.

### المصالح التجارية
لعبت المصالح التجارية دوراً كبيراً في نمو صادرات المواشي الحية. فعلى الرغم من أنَّ تكلفة نقل حيوان حي إلى فرنسا تتجاوز أربعة أضعاف سعر الذبيحة في فرنسا، إلا أن الخراف البريطانية المذبوحة في مسالخ فرنسية كانت تحمل ختم تفتيش اللحوم الفرنسي بدلاً من ختم المملكة المتحدة المستخدم في واردات الذبائح البريطانية. سمح هذا الأمر ببيع اللحوم للمستهلكين على أنها منتجات فرنسية بأسعار كبيرة تفوق تكاليف النقل.
حصل الأمر عينه في إسبانيا، حيث كانت المواشي الحية التي تُصدر من بريطانيا توضع في المراعي الإسبانية لبضعة أيام ثم تذبح على أساس أنها مواشي إسبانية، سمحت هذه الطريقة بتجاوز إجراءات حظر التصدير والعوائق الأخرى.
حققت الحيوانات الحية أيضاً أرباحاً إضافية للمسالخ تمثلت بالجلد والأمعاء والصوف وغيرها.

### رفض دعوات الحظر
أعلن وزير الزراعة والثروة السمكية نيكولاس سوميس في أبريل 1994 أنه وعلى الرغم من الحملات الوطنية التي تدعو إلى فرض حظر تام على صادرات المواشي الحية، فإن هذا غير ممكن لأنه سيعتبر خرقاً لقانون الاتحاد الأوروبي. وقال سوميس إن الحكومة تدرك تمام الإدراك القوة الدافعة وراء هذه الاحتجاجات، وقد نظرت الدائرة القانونية في الوزارة في فرض حظر بموجب المادة 36 من معاهدة روما التي سمحت بتقييد التجارة على أساس الأخلاق العامة أو حماية صحة البشر والحيوانات والنباتات.
ولكن المستشارين القانونين أكدوا على أن المادة 36 غير صالحة للتطبيق في المجالات التي توجد فيها تشريعات أوروبية. أجاب الوزير سوميس رداً على استجوابه من قبل البرلمان برئاسة السير تيدي تايلور: «ليس من المفروض على الدول الأعضاء في الاتحاد الأوروبي أن تقيد التجارة داخل المجتمع من أجل فرض معايير أعلى على أراضيها». قال السير تيدي في وقت لاحق للصحافة: «هذا الجواب يعني أنه لا يوجد شيء على الإطلاق يمكن للحكومة والبرلمان فعله لوقف تصدير المواشي الحية، وإن الحملات الوطنية الكبرى التي تقوم بها جمعيات الحيوان الخيرية لا طائل من ورائها».

## الصادرات عبر برايتلينجسي
كشفت بعض التقارير في 11 يناير 1995 عن أن المُصدرين خططوا لفتح طريق جديد للتصدير عبر برايتلينجسي. إن محاولة تصدير الماشية عبر ميناء المدينة كانت على وشك الحدوث على نطاق واسع. قال ديفيد مكي نائب رئيس تحرير صحيفة الغارديان في 13 يناير من نفس العام: «قد يكون الأسبوع المقبل أول مرة تسأل فيها نفسك أين تقع برايتلينجسي؟ إنها مدينة صغيرة تقع جنوب شرق كولشستر بثمانية أميال، المهم اليوم أنَّ هذا الميناء الصغير قد يشكل مسرحاً لمواجهات واحتجاجات واسعة الأسبوع المقبل، حيث يحاول التجار استخدامه لتصدير العجول الحية».
حذرت الإندبندنت أيضاً من أنه إذا كانت هناك خطط لمحاولة تصدير العجول عبر ميناء برايتلينجسي، فإن سكان المدينة سيبدؤون الاستعداد للمواجهات منذ الآن.
كان موقع مدينة برايتلينجسي وميناءها مثاليين للمتظاهرين، فالطريق الذي ستعبره شاحنات المواشي يمر عبر المدينة وهو ضيق للغاية ويمكن سده بسهولة، وكان الناس على جانبي الطريق قريبين بما فيه الكفاية من الشاحنات بحيث تمكنوا من لمس الحيوانات عند مرورها.
حدث أول احتجاج في 16 يناير عندما كان من المقرر أن تبحر السفينة الدنماركية كارولين من الميناء في منتصف الليل وعلى متنها شحنة من ألفي رأس غنم متجهة إلى نيوبورت - بلجيكا. بدأ السكان المحليون في التظاهر حوالي الساعة 8.30 صباحاً، وتجمع نحو 1500 شخص في احتجاج سلمي قطعوا فيه الطريق وعرقلوا مرور المركبات التي تحمل الأغنام للميناء.
استمرت الاحتجاجات لاحقاً وهو الأمر الذي دفع شرطة إيسكس لإرسال 300 من عناصر مكافحة الشغب لإخلاء الطرقات وفض المظاهرات، استخدمت الشرطة العنف المفرط واعتقلت العديد من المتظاهرين. أثارت هذه الأحداث جدلاً واسعاً في الإعلام والقضاء.